# Канада на Летњим олимпијским играма 1960.
Канада је учествовала на Летњим олимпијским играма, одржаним 1960. године у Риму Италија, по тринаести пут у својој историји, освојивши на овим играма само једну медаљу, и то сребрну у веслању, што је најлошији резултат до тада.
Канада је на ове игре послала екипу спортиста која је бројала 85 чланова (74 спортиста и 11 спортисткиња) који су узели учешће у 77 спортских дисциплина у укупно 14 спортова у којима су се такмичили.
Најближи да донесу Канади другу медаљу на овим играма субили чланови пливачке штафете 4x100, међутим у финалу су завршили као шетврти. Остало је забележено да је члан те штафете био Дик Понд, касније познат под именом Ричард Понд, који је постао потпредседник МОК-а и веома способан бизнисмен пошто је обезбедио 1,25 милијарди долара за ТВ права преноса Олимпијских игара одржаних 2000. и 2002. године.

### Освојене медаље на ЛОИ
| Освојене медаље канадских спортиста на ЛОИ 1960. |                |       |        |        |        |
| Спортиста                                        | Спорт          | Злато | Сребро | Бронза | Укупно |
| Осмерац са кормиларем                            | Веслање, мушки | 0     | 1      | 0      | 1      |
| Укупно                                           | 1              | 0     | 1      | 0      | 1      |